# رهوة المرباظ (يهر)

تعديل مصدري - تعديل

رهوة المرباظ هي إحدى قرى عزلة يهر بمديرية يهر التابعة لمحافظة لحج، بلغ تعداد سكانها 85 نسمة حسب تعداد اليمن لعام 2004.